# オリバー・ワイマン
オリバー・ワイマン(Oliver Wyman)は、アメリカ合衆国に本社を置く戦略コンサルティングファーム。
1984年に設立され、2007年にマーサー・オリバー・ワイマンがマーサーマネジメントコンサルティングおよびマーサーデルタと合併し、オリバー・ワイマンという社名になった際に、現在の形態を採用した。マーシュ・アンド・マクレナンの事業部門であるオリバー・ワイマングループの一部である。
本社はニューヨーク市にあり、アメリカ、ヨーロッパ、アジア太平洋、中東に60以上のオフィスがあり、5,000人以上のプロフェッショナルを擁している。子会社にブランドコンサルティングファームのリッピンコット (Lippincott) や エコノミックコンサルティングファームのNERAを持つ。
同社はVaultの代表的なランキングConsulting50でも一貫して上位にランクインしており、2017年から2019年まで連続してマッキンゼー・アンド・カンパニー、ベイン・アンド・カンパニー、ボストン・コンサルティング・グループ、デロイトトーマツコンサルティングに続く5位を獲得している。
2010年、東京にオフィスを開設。

## 誕生
現在のオリバー・ワイマンは、親会社のマーシュ・アンド・マクレナン (MMC) が2007年にマーサー・オリバー・ワイマン、マーサー・マネジメント・コンサルティング、マーサー・デルタの3社を合併したことにより誕生した。
- 1984年、オリバー・ワイマン・アンド・カンパニー (Oliver Wyman&Company) は、アレックス・オリバーとビル・ワイマン (Booz Allen Hamiltonの元パートナー) によって設立された。後にオリバー・ワイマンとなる三社の最初の会社である。2003年、オリバー・ワイマン・アンド・カンパニーは マーシュ・アンド・マクレナン(MMC)に買収され、マーサー・オリバーワイマン(Mercer Oliver Wyman)の名称でマーサーのコンサルティング事業の一部となり、銀行、保険、金融サービス会社とのプロジェクトを専門としていた。

- 1987年にMMCに買収されたTemple、Barker&Sloane (1970年、ボストン設立) と、1989年にMMCに買収されたStrategic Planning Associates (1972年、ワシントンD.C.設立) の合併により、マーサーマネージメントコンサルティング(Mercer Management Consulting)が設立された。この2社は、1990年にTemple Barker&Sloane/Strategic Planning Associatesとして合併し、1992年にマーサーマネージメントコンサルティングへと改称された。

- Mercer Deltaは、1980年にDavid Nadler氏によってDelta Consultingとしてニューヨークで設立され、2000年にMMCによって買収された。

2008年時点では、ChapterHouse、Academee(英国)、Hemeria(フランス)、Celent、Harbour Consultingなどのコンサルティングファームを買収している。

## 略歴
銀行、保険、投資銀行、金融サービス会社に対するコンサルティングに長けており、総資産高で比較した場合、上位100社の金融機関のほぼ全てに対しコンサルティングを行なっている。
一方でMercer Oliver Wymanは、2005年にCitigroupの経営陣に対して、債務担保証券(CDO)を含む債券ビジネスの拡大を提案し、500億米ドル以上の損失と最終的には米国政府による救済に追い込んだコンサルティングファームであったと噂されている。同社は、UBSに対しても同様にCDOポートフォリオの拡大を提案し、結果多額の損失を計上させ、UBSはスイス政府による救済を余儀なくされた。
2012年、オリバー・ワイマンは英国銀行協会に雇われ、LIBOR事件における金利不正行為の捜査に協力した。
LIBORに類似したスキャンダルが発覚し、2013年、国際スワップデリバティブ協会(ISDA)はオリバー・ワイマンを雇い、固定金利スワップの世界共通基準金利(ISDAfix)の算定方法を決定した。

## 兄弟会社
- マーシュ (Marsh): 世界最大の保険ブローカー
- マーサー (Mercer): 世界最大の組織・人事マネジメント・コンサルティング会社
- ガイ・カ―ペンター (Guy Carpenter): 世界有数の再保険ブローカー

## 子会社
オリバーワイマングループ傘下にブランドコンサルティングファームのリッピンコット (Lippincott) や エコノミックコンサルティングファームのNERAが存在する。
- リッピンコット (Lippincott) は2018年で創業75周年を迎えた米国の老舗ブランドコンサルティングファームである。手がけたブランドにはゴールドマンサックス、スターバックス、ベインキャピタル、デルタ航空、タコベル、グーグル、関西ペイント、日産自動車、マリオット、ノキア、サムスン電子、ボンバルディア、ウォルマートなどが含まれる。
- NERAエコノミックコンサルティングは、主に規制対応や紛争・訴訟の問題に係わるサービスを提供しているところに特色がある。訴訟や規制対応の場面では、NERAは独立した経済専門家として問題の解決策について鑑定意見書を執筆したり、企業法務専門の弁護士と協力しながら企業等の当事者にアドバイスを提供している。

## 表彰
オリバー・ワイマンは、2019年のFORTUNE100 Best Companies to Work For 2019に選出された。以前は、Fortune Magazine誌の2016 100 Best Workplaces for Millennials、100 Best Companies for Working Mothers list 2016にも選出され、Financial Times/Glassdoor Best Places to Work in Finance and Consultingの調査で6位にランクされた。
同社はVaultの代表的なランキングConsulting50でも一貫して上位にランクインしており、2017年から2019年まで連続してマッキンゼー・アンド・カンパニー、ベイン・アンド・カンパニー、ボストン・コンサルティング・グループ、デロイトトーマツコンサルティングに続く5位を獲得している。